# Milford (Massachusetts)
Pour les articles homonymes, voir Milford.
Milford est une ville du Comté de Worcester dans le Massachusetts.
Sa population était de 27 999 habitants en 2010.

## Industrie
Milford est le siège de la société Waters spécialisée dans la production d'équipements scientifiques.

## Personnalités liées à Milford
- Albert Fitch Bellows (1829-1883), peintre paysagiste, né à Milford
- Adin Ballou (1803-1890), pasteur abolitionniste qui y exerça son ministère